# Grand Champ
Grand Champ (englisch für „Großmeister“) ist das fünfte Studioalbum des US-amerikanischen Rappers DMX. Es wurde am 16. September 2003 über die Labels Ruff Ryders Entertainment und Def Jam Recordings veröffentlicht.

## Produktion
Bei dem Album fungierten DMX selbst sowie Dee und Waah Dean als ausführende Produzenten. Drei Lieder wurden von den Tuneheadz produziert, während Swizz Beatz zwei Instrumentals beisteuerte. Weitere Beats stammen von einer Vielzahl verschiedener Musikproduzenten, darunter Kanye West, Fredwreck, Rockwilder, No I.D. und Dame Grease.

## Covergestaltung
Das Albumcover ist sepiafarben gehalten und zeigt einen American Pit Bull Terrier. Oben im Bild befindet sich der orange Schriftzug DMX und am unteren Bildrand steht der Titel Grand Champ in Schwarz auf orangem Untergrund.

## Gastbeiträge
Auf zwölf Liedern des Albums sind neben DMX andere Künstler vertreten. So hat der Rapper und Produzent Swizz Beatz einen Gastauftritt im Song Get It on the Floor, während auf Shut Down die Rapper 50 Cent und Styles P. zu hören sind. Die Sängerin Monica unterstützt DMX auf Don’t Gotta Go Home und das Stück Untouchable ist eine Kollaboration mit Syleena Johnson, Cross, Infa-Red, Sheek Louch und Drag-On. Auf We’re Back arbeitet DMX mit der Rapperin Eve und dem Rapper Jadakiss zusammen, während die Sängerin Patti LaBelle einen Gastbeitrag auf Thank You hat. Der Rapper Cam’ron ist auf We Go Hard vertreten und weitere Gäste sind Bashir Fadai, Chinky, Big Stan, Magic sowie Val.

## Titelliste
| #  | Titel                                            | Gastmusiker                                            | Produzent                                                                      | Länge |
| -- | ------------------------------------------------ | ------------------------------------------------------ | ------------------------------------------------------------------------------ | ----- |
| 1  | Dog Intro                                        | Bashir Fadai                                           | Darold Trotter                                                                 | 3:32  |
| 2  | My Life                                          | Chinky                                                 | Dart La                                                                        | 3:09  |
| 3  | Where the Hood At                                |                                                        | Tuneheadz                                                                      | 4:46  |
| 4  | Dogs Out                                         |                                                        | Kanye West                                                                     | 4:03  |
| 5  | Get It on the Floor                              | Swizz Beatz                                            | Swizz Beatz                                                                    | 4:22  |
| 6  | Come Prepared (Skit)                             |                                                        | Jay Jackson, Waah Dean                                                         | 0:35  |
| 7  | Shot Down                                        | 50 Cent, Styles P.                                     | Fredwreck                                                                      | 3:40  |
| 8  | Bring the Noize                                  |                                                        | Tuneheadz                                                                      | 3:29  |
| 9  | Untouchable                                      | Syleena Johnson, Cross, Infa-Red, Sheek Louch, Drag-On | Tony Pizarro                                                                   | 6:05  |
| 10 | Fuck Y’all                                       |                                                        | Ron Browz                                                                      | 3:41  |
| 11 | Ruff Radio (Skit)                                |                                                        | Jay Jackson, Waah Dean                                                         | 0:43  |
| 12 | We’re Back                                       | Eve, Jadakiss                                          | Tuneheadz                                                                      | 4:25  |
| 13 | Ruff Radio 2 (Skit)                              |                                                        | Jay Jackson, Waah Dean                                                         | 0:18  |
| 14 | Rob All Night (If I’m Gonna Rob)                 |                                                        | Rockwilder                                                                     | 3:27  |
| 15 | We Go Hard                                       | Cam’ron                                                | No I.D.                                                                        | 3:36  |
| 16 | We ’Bout to Blow                                 | Big Stan                                               | Dame Grease                                                                    | 3:31  |
| 17 | The Rain                                         |                                                        | DJ Scratch                                                                     | 3:27  |
| 18 | Gotta Go (Skit)                                  |                                                        | Jay Jackson, Waah Dean                                                         | 1:07  |
| 19 | Don’t Gotta Go Home                              | Monica                                                 | Antoine Macon, Ryan Bowser, Mr. Devine, Victor Flowers                         | 4:17  |
| 20 | A’Yo Kato                                        | Magic, Val                                             | Swizz Beatz                                                                    | 3:46  |
| 21 | Thank You                                        | Patti LaBelle                                          | DMX, Nemo, Ron H, Reggie Flowers, Gerald Flowers, Victor Flowers, Kevin McCord | 3:01  |
| 22 | The Prayer V                                     |                                                        | DMX                                                                            | 1:46  |
| 23 | On Top                                           | Big Stan                                               | Mac G                                                                          | 3:34  |
| 24 | X Gon’ Give It to Ya (International Bonus Track) |                                                        | Shatek                                                                         | 3:35  |

## Rezeption
Stefan Johannesberg von laut.de bewertete Grand Champ mit vier von möglichen fünf Punkten. Dabei wird vor allem die Produktion des Albums gelobt („die Beats pumpen brutal nach vorne, bis die Boxen bluten“). DMX’ Vortrag sei „aggressiv und energiegeladen“ und die Songs seien „schön strukturiert“. Auch die Gastbeiträge werden größtenteils positiv gesehen.

## Kommerzieller Erfolg

### Chartplatzierungen und Singles
Grand Champ stieg am 29. September 2003 auf Platz 6 in die deutschen Charts ein und belegte in den folgenden Wochen die Ränge 14 und 16. Insgesamt hielt sich das Album 20 Wochen in den Top 100. In den Vereinigten Staaten stieg das Album auf Platz 1 in die Charts ein und konnte sich 24 Wochen in den Top 200 halten. Somit erreichten die ersten fünf Studioalben des Rappers alle die Chartspitze in den USA, womit er einen Rekord in den Billboard-Charts aufstellte.
Als Singles wurden die Lieder X Gon’ Give It to Ya, Where the Hood At? und Get It on the Floor ausgekoppelt.
| ChartsChartplatzierungen       | Höchstplatzierung | Wochen |
| ------------------------------ | ----------------- | ------ |
| Deutschland (GfK)              | 6 (20 Wo.)        | 20     |
| Österreich (Ö3)                | 20 (4 Wo.)        | 4      |
| Schweiz (IFPI)                 | 10 (10 Wo.)       | 10     |
| Vereinigte Staaten (Billboard) | 1 (24 Wo.)        | 24     |
| Vereinigtes Königreich (OCC)   | 6 (9 Wo.)         | 9      |

| ChartsJahrescharts (2003)      | Platzierung |
| ------------------------------ | ----------- |
| Vereinigte Staaten (Billboard) | 76          |

### Auszeichnungen für Musikverkäufe
Grand Champ wurde in den Vereinigten Staaten für über 1,2 Millionen verkaufte Einheiten noch im Erscheinungsjahr mit einer Platin-Schallplatte ausgezeichnet. Im Vereinigten Königreich erhielt das Album für mehr als 100.000 Verkäufe im Jahr 2013 eine Goldene Schallplatte. 2023 wurde es auch in Deutschland für über 100.000 verkaufte Einheiten mit einer Goldenen Schallplatte ausgezeichnet.
Außerdem wurde die Single X Gon’ Give It to Ya für mehr als zwei Millionen Verkäufe in den Vereinigten Staaten mit einer doppelten Platin-Schallplatte und im Vereinigten Königreich für über 600.000 verkaufte Exemplare mit einer Platin-Schallplatte ausgezeichnet, womit es der erfolgreichste Track des Rappers ist.
| Land/Region                  | Auszeichnungen für Musikverkäufe (Land/Region, Auszeichnung, Verkäufe) | Verkäufe  |
| ---------------------------- | ---------------------------------------------------------------------- | --------- |
| Deutschland (BVMI)           | Gold                                                                   | 100.000   |
| Kanada (MC)                  | Platin                                                                 | 100.000   |
| Neuseeland (RMNZ)            | Gold                                                                   | 7.500     |
| Vereinigte Staaten (RIAA)    | Platin                                                                 | 1.000.000 |
| Vereinigtes Königreich (BPI) | Gold                                                                   | 100.000   |
| Insgesamt                    | 3× Gold · 2× Platin ·                                                  | 1.307.500 |